# Фер Оукс (Оклахома)
Фер Оукс (енгл. Fair Oaks) град је у америчкој савезној држави Оклахома.

## Демографија
По попису из 2010. године број становника је 103, што је 19 (-15,6%) становника мање него 2000. године.
| Група             | 2000.       | 2010.      |
| Белци             | 100 (82,0%) | 82 (79,6%) |
| Афроамериканци    | 0 (0,0%)    | 0 (0,0%)   |
| Азијати           | 0 (0,0%)    | 0 (0,0%)   |
| Хиспаноамериканци | 0 (0,0%)    | 1 (1,0%)   |
| Укупно            | 122         | 103        |